# San Martino e il mendicante
San Martino e il mendicante è un dipinto del pittore El Greco realizzato nel suo ultimo periodo a Toledo intorno al 1597 - 1599 e conservato nella National Gallery of Art  di Washington negli Stati Uniti d'America.

## Descrizione e stile
L'opera è stata eseguita per la Cappella di San Giuseppe a Toledo. Il dipinto qui contemplato è stato realizzato per compiacere il donatore, Martín Ramírez, così El Greco espone San Martino di Tours con la sua prestigiosa armatura, aiuta un mendicante dividendo il suo mantello, che si trova a sinistra della composizione.
I personaggi si trovano su un piccolo spazio di terra.
La figura del santo è armoniosa, anche se il suo cavallo bianco e il mendicante sono dipinti con un'altezza sorprendente. In questo dipinto ci sono due canoni: quello tradizionale e quello personale, che conferiscono alla scena un grande spiritualismo. I colori blu e grigi prendono il posto della scena e, insieme all'illuminazione, creano un lavoro eccellente.